# Acta Sanctorum

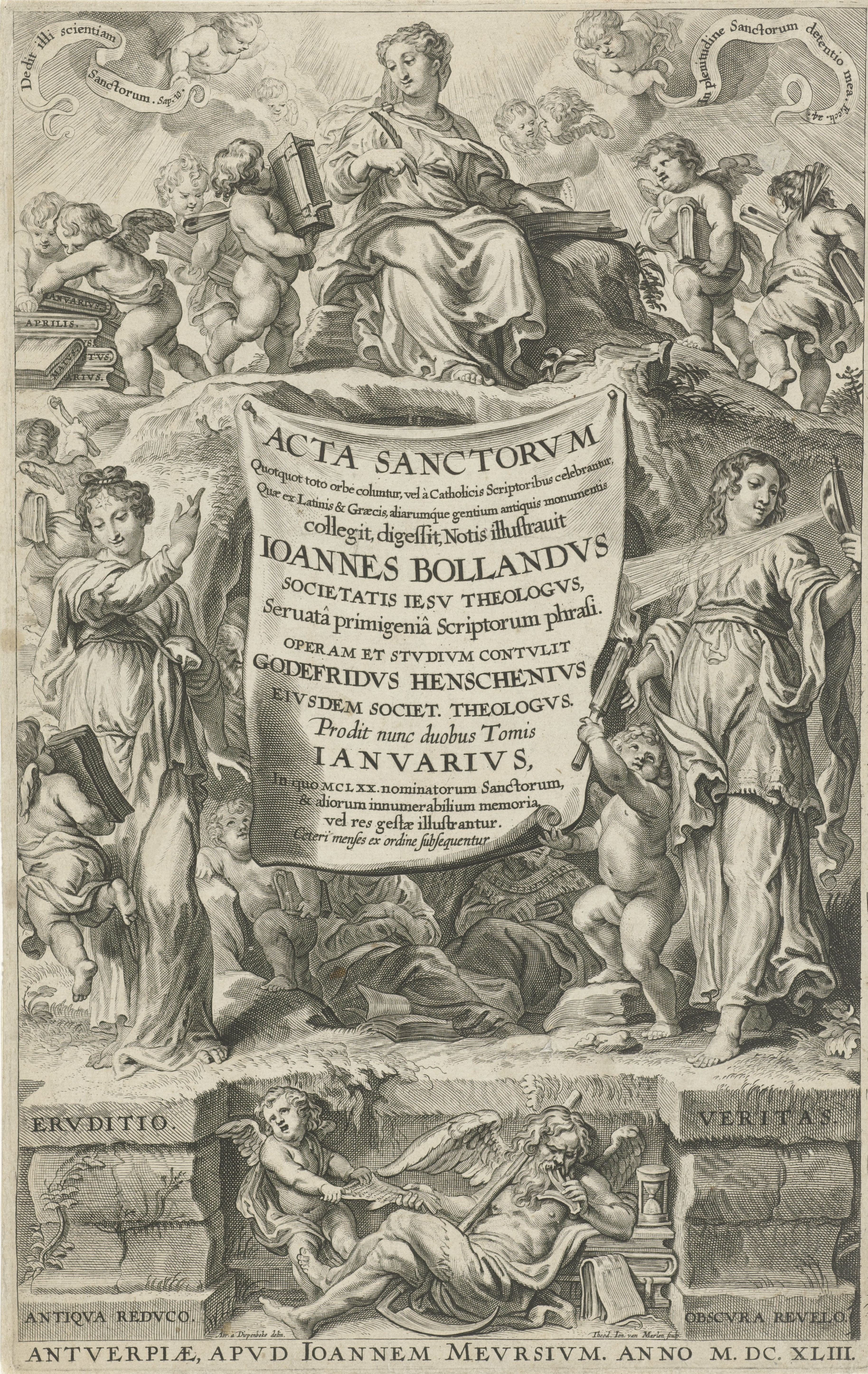
Joannes Bollandus, Acta sanctorvm (...) ianvarivs. Antuérpia: Joannes Meursius, 1643.

Os Acta Sanctorum (Atos dos Santos) é um texto enciclopédico em 68 volumes fólio de documentos que examinam a vida dos santos cristãos, em essência uma hagiografia crítica, organizada pelos dias de festa dos santos. O projeto foi idealizado e iniciado pelo jesuíta Heribert Rosweyde. Após sua morte em 1629, oestudioso jesuíta Jean Bolland ('Bollandus', 1596–1665) continuou o trabalho, que foi gradualmente concluído ao longo dos séculos pelos bolandistas, que continuam a editar e publicar o Acta Sanctorum.
Os Bollandistas supervisionaram o projeto, primeiro em Antuérpia e depois em Bruxelas. A Acta Sanctorum começou com dois volumes de janeiro (para os santos cujas festas eram em janeiro), publicados em 1643. De 1643 a 1794, foram publicados 53 volumes folio da Acta Sanctorum, abrangendo os santos de 1º de janeiro a 14 de outubro. Quando os jesuítas foram suprimidos pelo governador Habsburgo dos Países Baixos em 1788, o trabalho continuou na Abadia de Tongerlo. Após a criação do Reino da Bélgica, os Bollandistas foram autorizados a se reagrupar, trabalhando na Biblioteca Real da Bélgica em Bruxelas. O trabalho principal terminou com o Propylaeuma dezembro publicado em 1940.
Além da extraordinária quantidade de material biográfico, extensamente pesquisado, a Acta Sanctorum inovou no uso da crítica histórica.